# 吉村公三郎
吉村 公三郎（よしむら こうざぶろう、1911年9月9日 - 2000年11月7日）は、昭和期の映画監督である。兄はフランス文学者の吉村正一郎。4人の子供を儲け、長男は元NHK解説委員の吉村秀實。映画監督の西村昭五郎は、いとこ。

## 生涯・人物

### 生い立ち
滋賀県大津市膳所生まれ。吉村家は、同県坂田郡山東町の中山道で代々脇本陣を営んでいた。父・吉村平造は大阪朝日新聞社の政治記者から、保険会社重役などを経て、大阪市助役、第11代広島市長（在任1915年1月～1916年12月）を務めたため、これに伴い2歳から京都市下京区で、4歳時は広島市大手町で育った。広島を発つ前の晩、家族で万代橋のたもとにあった映画館で映画を初体験。チャップリンの映画に感銘を受けたことが映画を志す切っ掛けだったという。その後も父の転職により、4歳から11歳まで再び京都で、11歳から12歳まで東京向島で育つが、1923年9月の関東大震災により、父の郷里・滋賀県山東町に転居。1924年岐阜県立大垣中学（現・岐阜県立大垣北高校）に入学。しかし、中学4年の時、教師排斥を問われ同校退学。東京の私立日本中学（現・日本学園高校）に転校し、翌年に卒業。

### 映画界入り
1929年に親戚のつてで松竹蒲田撮影所に助手見習いとして入社した。入社以来、島津保次郎の下で助監督として活躍する。1932年に軍隊に入隊、当時は築地小劇場の手伝いやデモに参加したことから要注意人物とマークされていた。一年後に除隊し、1934年、当時10歳の高峰秀子が主役のナンセンス短編喜劇『ぬき足さし足・非常時商売』で監督デビューするが、評価は低かった。
以降は島津をはじめ、同じく島津門下生の五所平之助、豊田四郎や成瀬巳喜男の助監督を務めた後、1939年に『女こそ家を守れ』で本格的に監督デビュー。その年だけで4本を監督したあと、5本目として東宝に移った島津保次郎が撮る予定だった岸田國士原作の『暖流』を撮り、新人離れした演出でキネマ旬報ベスト・テン7位に選ばれた。この作品を機に、本作の高峰三枝子や『安城家の舞踏会』の原節子、『偽れる盛装』の京マチ子など主演女優の魅力を引き出す能力に定評があり、「女性映画の巨匠」と呼ばれる。
さらに翌年、上原謙主演の戦意高揚映画『西住戦車長伝』を監督、キネマ旬報ベスト・テン2位に入る。また戦時中は1942年に『間諜未だ死せず』、1943年に『開戦の前夜』といった国策色の強い映画ながら、アメリカ映画ばりのサスペンス調の演出で人気を呼ぶ。1943年10月、撮影中に赤紙が届き、出征。軍隊では機関銃隊の小隊長として南方戦線に派遣され、のちにタイのバンコク駐屯の第18方面軍司令部情報部を経て終戦時は辻政信が部長の情報部にいた。
南方戦線より復員後の1947年、没落する華族の最後の舞踏会を通じて新しい社会の到来を印象付ける作品となった『安城家の舞踏会』を撮り、キネマ旬報ベストワンに輝く。以後、この作品の脚本を書いた新藤兼人とのコンビで多くの名作を制作することとなる。また、1950年には、その新藤兼人と映画製作会社「近代映画協会」を設立し、作品は主に大映で配給された。1951年に『偽れる盛装』で毎日映画コンクール監督賞を受賞している。なお、この年には松竹大船撮影所に見学に来ていた岸惠子をスカウトした。
以後、1952年には監督した『源氏物語』がカンヌ国際映画祭に出品され、杉山公平が撮影賞を受賞している。精力的に作品を発表し、男女の心理描写に優れた手腕を発揮した。1956年、経営が行き詰った近代映画協会を離れ（新藤兼人の要望で名義だけは残した。昭和40年代、再び近代映協製作映画の監督を務めている）、大映に入社し、山本富士子や京マチ子を主演にした『夜の河』と『夜の蝶』の女性映画モノを脚本家田中澄江とコンビを組んで、大映時代の代表作とした。太平洋テレビジョンの取締役兼映画部長も務めた。

### 晩年
1963年に脳出血、1972年に胃の全摘出するなどして体力の限界を感じ、1974年に田中正造の生涯を描いた（演じたのは三國連太郎）『襤褸の旗』を最後に映画の製作から遠ざかり、テレビドラマで名前を見かけるに留まる。「鬼平犯科帳 (テレビドラマ)」で八代目松本幸四郎(松本白鸚)、丹波哲郎、萬屋錦之介版へ監督参加しシリーズに貢献、白鸚版では新藤兼人とも久々にコンビを組む。多くは文筆業を主な仕事にし1976年、紫綬褒章、1982年、勲四等旭日小綬章を受章。1985年に映画監督として先輩だった牛原虚彦や1994年に新藤の妻で親交が深い女優乙羽信子が亡くなった際には、それぞれ葬儀委員長を務めている。
1997年に妻と死別した後も随筆・寄稿や講演会出演などで健在ぶりを示していたが、2000年11月27日に急性心不全のため逝去。享年89。

## 主な監督作品
- 女こそ家を守れ（1939年、松竹）
- 陽気な裏街（1939年、松竹）
- 明日の踊り子（1939年、松竹）
- 五人の兄妹（1939年、松竹）
- 暖流（1939年、松竹）
- 西住戦車長伝（1940年、松竹）
- 花 (1941年、松竹)
- 間諜未だ死せず（1942年、松竹）
- 敵機空襲（1943年、松竹）
- 象を喰った連中（1947年、松竹）
- 安城家の舞踏会（1947年、松竹）
- 誘惑（1948年、松竹）

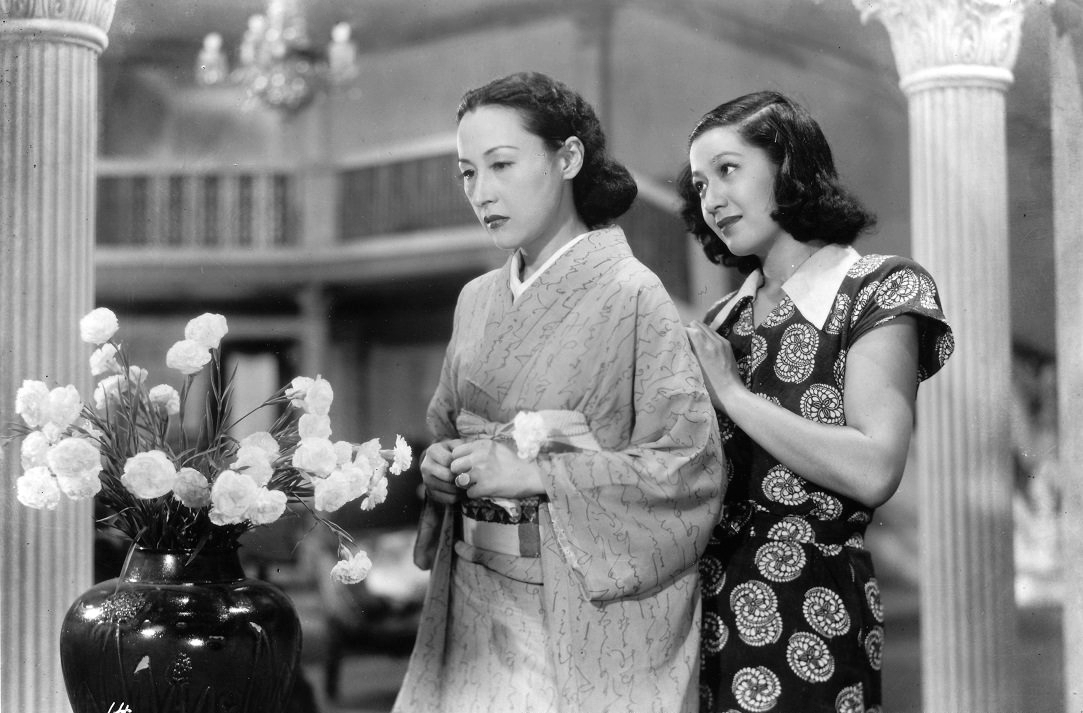
『安城家の舞踏会』（1947年）

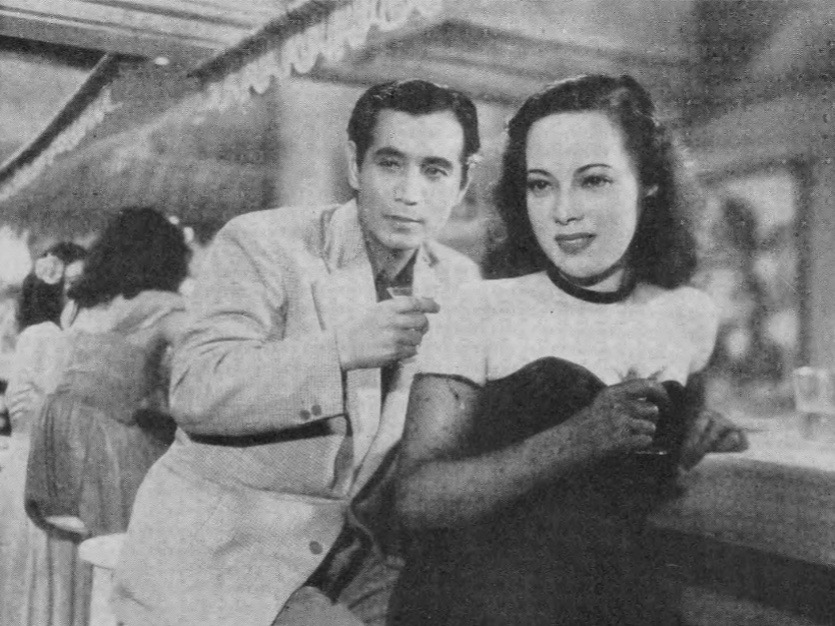
『わが生涯のかがやける日』（1948年）

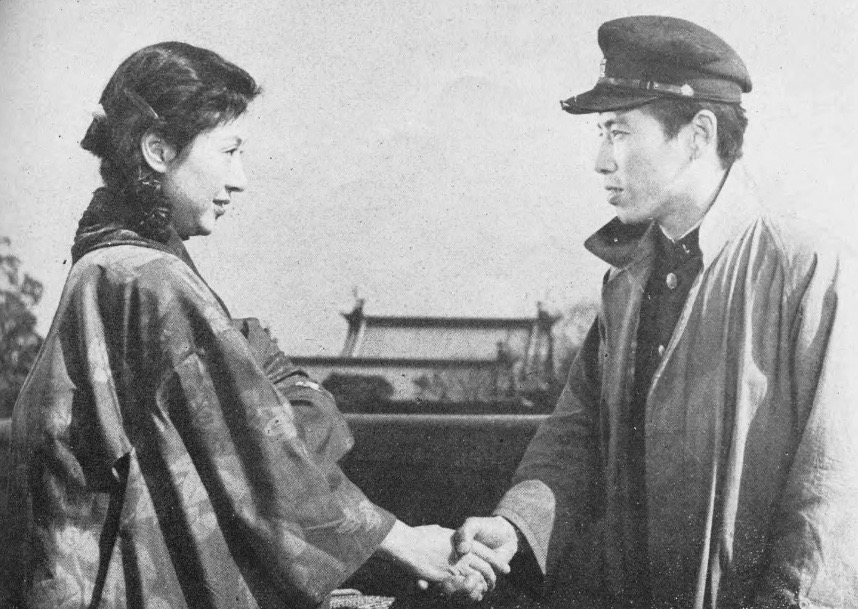
『足摺岬』（1954年）

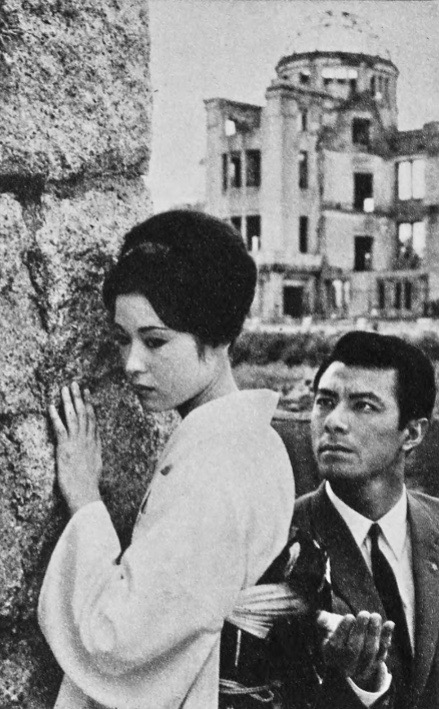
『その夜は忘れない』（1962年）

- わが生涯のかがやける日（1948年、松竹）
- 森の石松（1949年、松竹）
- 戦火の果て（1950年、大映）
- 偽れる盛装（1951年、大映）
- 源氏物語（1951年、大映）
- 自由学校（1951年、大映）
- 西陣の姉妹（1952年、大映）
- 暴力（1952年、東映）
- 千羽鶴（1953年、大映）
- 夜明け前（1953年、近代映画協会）
- 足摺岬（1954年、近代映画協会）
- 銀座の女（1955年、日活）
- 美女と怪龍（1955年、東映）
- 夜の河（1956年、大映）
- 四十八歳の抵抗（1956年、大映）
- 大阪物語 （1957年、大映）
- 夜の蝶（1957年、大映）
- 一粒の麦（1958年、大映）
- 女経 第三話 恋を忘れていた女（1960年、大映）
- 婚期（1961年、大映）
- 女の勲章（1961年、大映）
- その夜は忘れない（1962年、大映）
- 嘘 第二話 社用2号（1962年、大映）
- 越前竹人形（1963年、大映）
- こころの山脈（1966年、近代映画協会）
- 堕落する女（1967年、松竹）
- 眠れる美女（1968年、近代映画協会）
- 甘い秘密（1971年、近代映画協会・松竹）
- 襤褸の旗（1974年、同製作委員会）

## 主なテレビドラマ
- ライオン奥様劇場 愛と悲しみのとき(1973年、フジテレビ・国際放映)
- 「鬼平犯科帳 (松本幸四郎)」
  - 第1シリーズ　（鬼平犯科帳）1969年
    - 10話　女掏摸（めんびき）お富　
    - 14話　お雪の乳房　
    - 51話　艶婦の毒　
    - 52話　乞食坊主
    - 57話　お菊と幸助
    - 62話　罪ほろぼし

（脚本新藤兼人とのコンビは10、14、51話）
  - 第2シリーズ　（新・鬼平犯科帳）1971年
    - 12話　鈍牛
    - 14話　平松屋おみつ
    - 16話　掻掘のおけい
    - 21話　あいびき
    - 22話　殺しの掟
- 「鬼平犯科帳 (丹波哲郎)」1975年
  - 17話　むかしなじみ
  - 25話　鯉肝のお里
- 「鬼平犯科帳 (萬屋錦之介)」
  - 第1シリーズ 1980年
    - 23話　猫じゃらしの女
    - 26話　女掏摸お富

  - 第2シリーズ 1981年
    - 6話　笹屋のお熊
    - 9話　密偵
    - 20話　女賊

## 著書
- 映画の技術と見方 （至文堂（学生教養新書） 1952年）
- あの人この人 （協同企画出版部 1967年）
- 映画のいのち 私の戦後史 （玉川大学出版部（玉川選書） 1976年）、復刻・大空社「伝記叢書」1998年
- 読書の愉しみ （玉川大学出版部（玉川選書） 1977年6月）
- 京の路地裏 （読売新聞社 1978年3月 / 岩波同時代ライブラリー 1992年、岩波現代文庫 2006年）
- 青春の読書 （玉川大学出版部（玉川選書） 1978年12月）
- 映像の演出 （岩波新書 黄版 1979年9月）、度々復刊
- キネマの時代 監督修業物語 （共同通信社 1985年6月）
- わが映画黄金時代 （ノーベル書房 1993年11月）
- 味の歳時記 （岩波書店（同時代ライブラリー） 1995年11月）
- 映画監督 吉村公三郎　書く、語る（竹内重弘編、ワイズ出版 2014年）